# Spathius persephone
Spathius persephone är en stekelart som beskrevs av Nixon 1943. Spathius persephone ingår i släktet Spathius och familjen bracksteklar. Inga underarter finns listade i Catalogue of Life.